# Lessingtheater (Berlin)

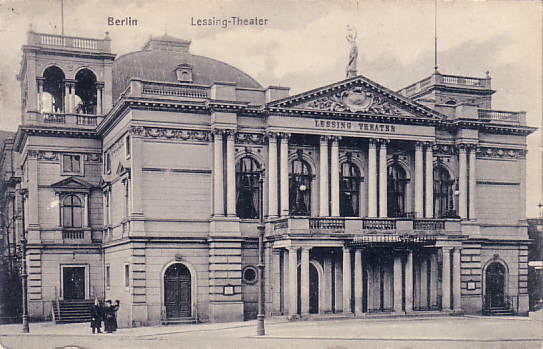
Lessingtheater um 1900

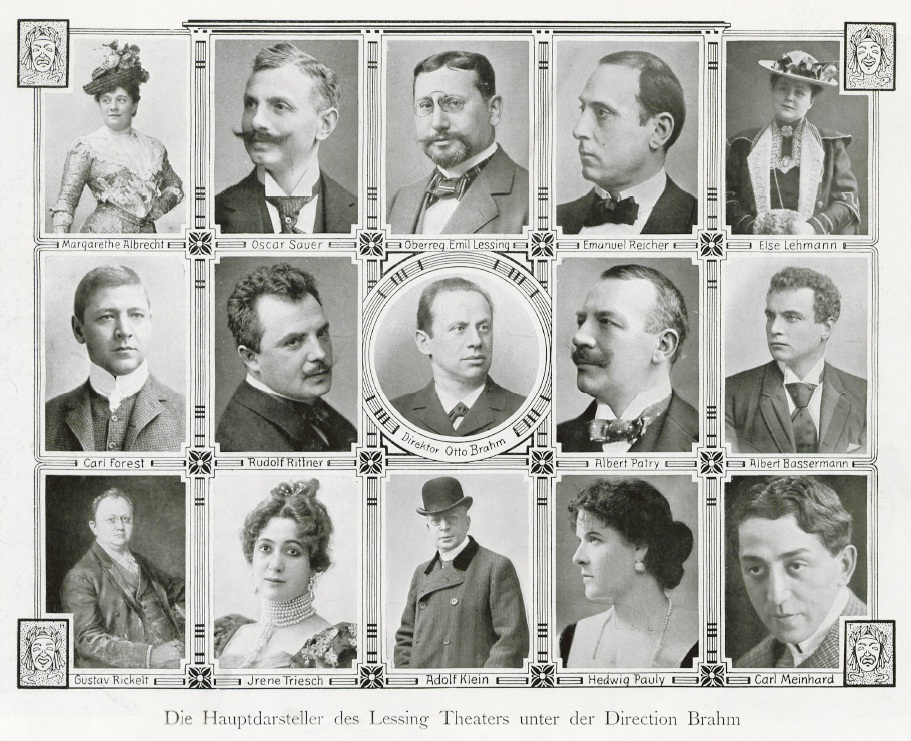
Die Hauptdarsteller des Lessingtheaters unter der Direktion von Otto Brahm (1905–1912).

Das Lessingtheater war ein Theater in Berlin-Mitte am Friedrich-Karl-Ufer 1, dem heutigen Kapelle-Ufer. Das nach kurzer Bauzeit 1888 eröffnete Theatergebäude trug seinen Namen zu Ehren von Gotthold Ephraim Lessing, es bestand bis zur Zerstörung bei einem alliierten Luftangriff im April 1945. Die Ruine wurde in den Nachkriegsjahren abgetragen.

## Baugeschichte
Der Theaterdirektor Oscar Blumenthal erwarb 1887 das Eckgrundstück Friedrich-Karl-Ufer/Unterbaumstraße (neben dem Zirkus Krembser; 1896 abgebrochen) und ließ ab Oktober das Theatergebäude nach Plänen der Architekten Hermann von der Hude und Julius Hennicke im Stil der Neorenaissance errichten. Die Eröffnung fand am 11. September 1888 mit Gotthold Ephraim Lessings Stück Nathan der Weise statt.
Der rund 900.000 Mark teure Neubau fand seinerzeit einige Beachtung, da es sich um den ersten bedeutsamen Theaterneubau in Berlin seit dem Wallner-Theater aus dem Jahr 1864 handelte. In den dazwischenliegenden 24 Jahren war es lediglich zu Umbauten alter Theater und bestehender Säle gekommen.

## Lage

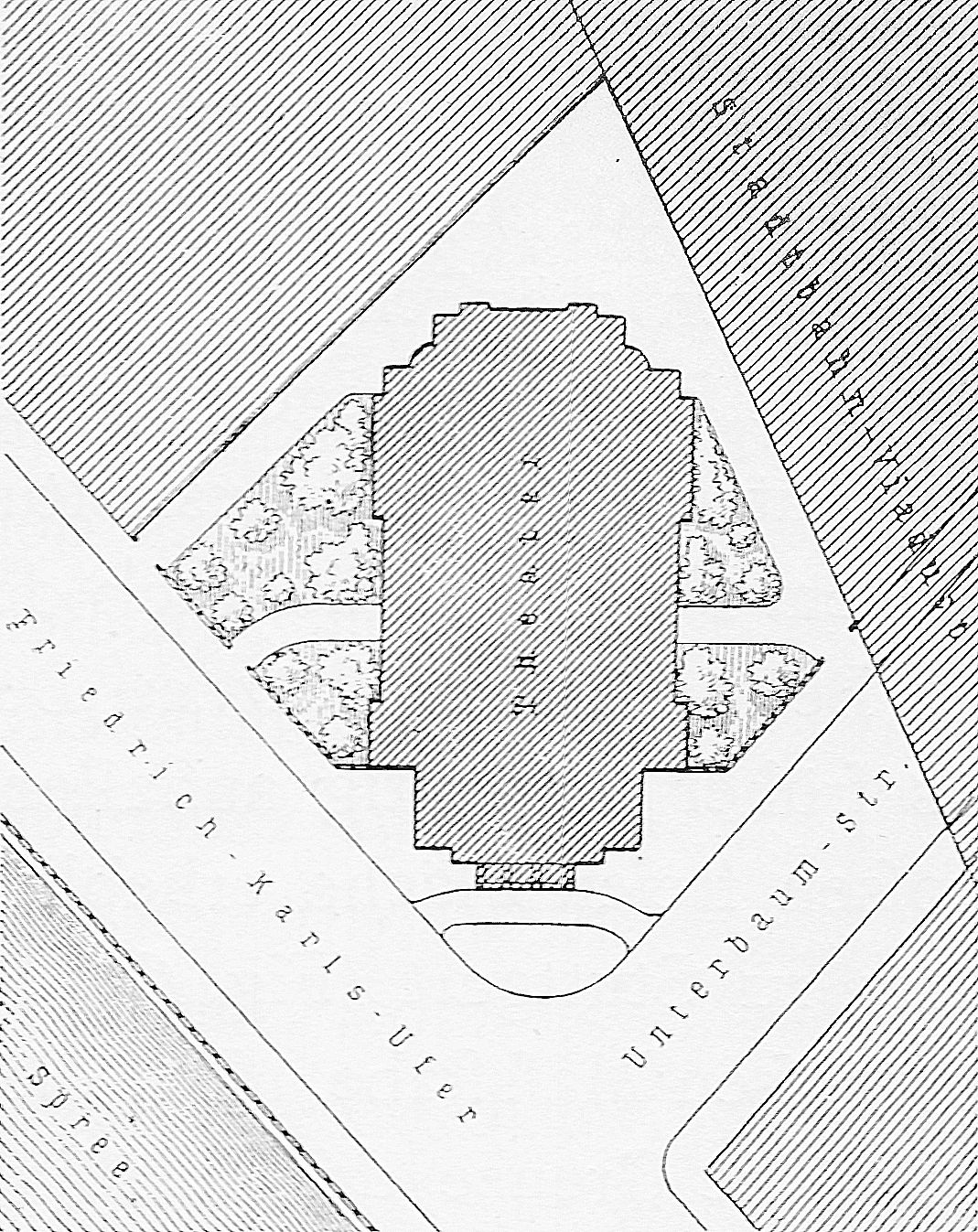
Lage des Theaters zwischen Stadtbahn und Spree

Das schiefwinklige, schlecht geschnittene Grundstück neben dem Stadtbahnviadukt und den Brandwänden der Nachbarhäuser stellte die Architekten vor eine schwierige Aufgabe, da bei Gebäuden dieser Bedeutung eine wirksame Erscheinung aus der Ferne gefordert war. Die Kuppel des Bühnenhauses kaschiert die Brandmauern der Nachbargrundstücke und die Hauptfassade mit dem Portikus bezieht geschickt die Kreuzung der beiden Straßen als „Vorplatz“ ein und erreicht so die Freistellung, daß die Architektur gewürdigt werden kann (Zitate aus Handbuch der Architektur, Der Städtebau; Verlag Arnold Bergsträsser, Darmstadt 1890). Die dreieckigen Restflächen zur Straße teilten die Architekten mit Gittern und Toren ab und gestalteten sie als Gartenanlagen. Die verbliebene Restfläche an der rückwärtigen Seite des Theaters fand eine kluge Nutzung als Wirtschaftshof.
Für den geschäftlichen Erfolg war die Lage gut gewählt. Die Fertigstellung des nahe gelegenen Reichstages ließ eine weitere Aufwertung der Gegend erwarten, und die am Theater vorbeiführende Berliner Pferde-Eisenbahn machte das Theater auch von weiter entfernten Quartieren her gut erreichbar.

## Theatergebäude

### Beschreibung

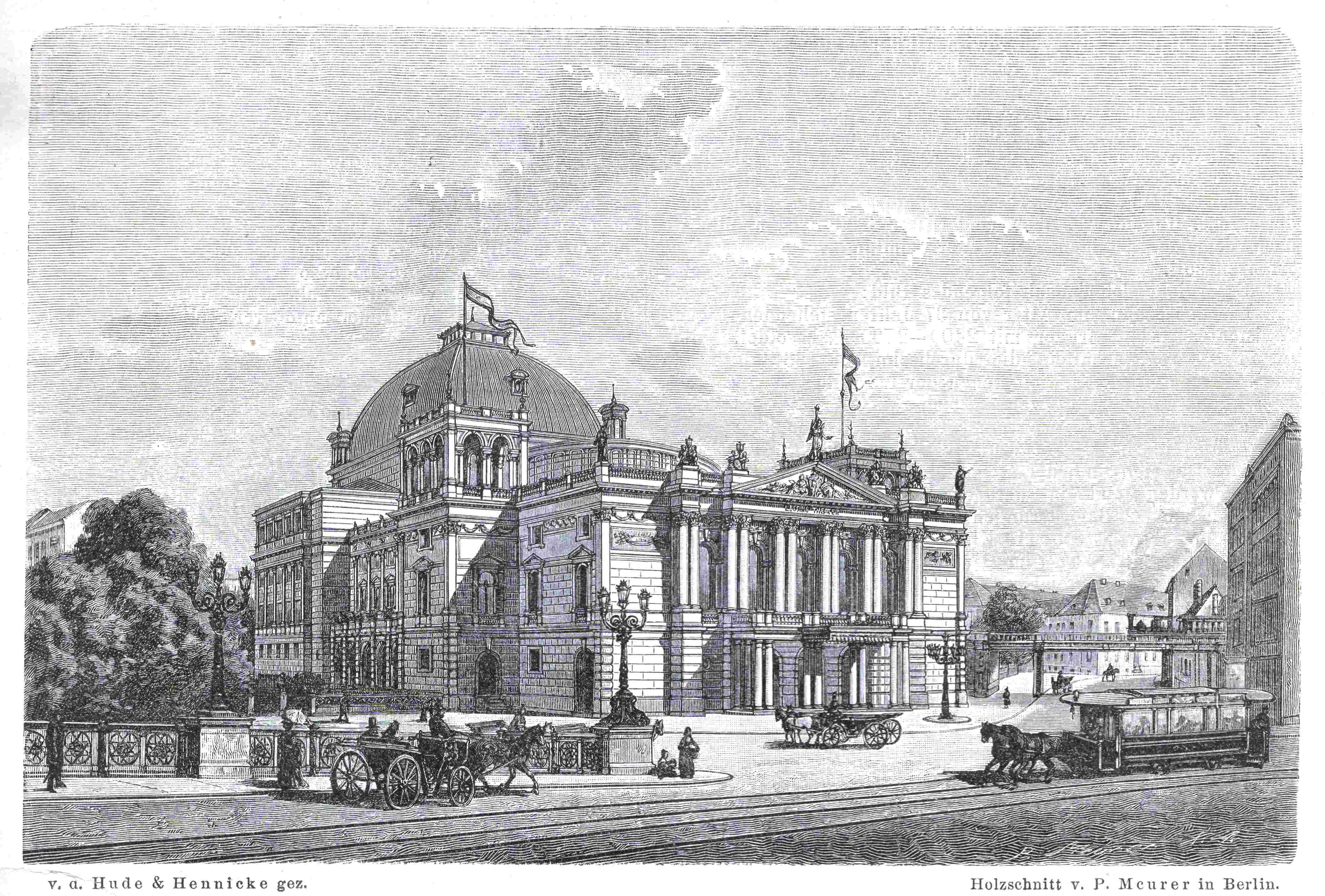
Ansicht des Theaters im Eröffnungsjahr 1888 mit Pferdestraßenbahn und Stadtbahn

Im Vorderbau waren die zum Zuschauerraum führenden Treppenhäuser aus Sandstein mit den zugehörigen Vor- und Erholungsräumen vereinigt. Die Bedeutung als Theater wurde in der Hauptfassade durch den Portikus, die Doppelsäulen und den Giebel markiert. Die beiden über den Treppenhäusern des ersten Ranges errichteten offene Turmhallen mit den allseitigen Doppelarkaden waren vermutlich eher auf Fernwirkung ausgelegt, betonten jedoch ebenfalls den repräsentativen Charakter des Gebäudes. Den mittleren Teil bildete der Zuschauerraum und der hintere Teil war bestimmt durch das kuppelbekrönte Bühnenhaus, das von den um ein Geschoss reduzierten Nebenbauten umgeben war. Diese Anordnung war bewährt, an vielen Theatern dieser Zeit erprobt und entsprach damit einem Standardbautypus. Als „Merkwürdigkeit“ für die Theaterbauten der Zeit, so hebt Die Gartenlaube hervor, hatte das Theater keinen Orchestergraben und war somit ausschließlich dem „recitirenden Drama“ gewidmet.

### Erschließungs- und Erholungsräume
Die Zuschauer betraten das Theater durch eine der drei Türen unter dem Portikus, der mit einem Schutzdach für vorfahrende Wagen versehen war. Die Eingangshalle war 15,40 Meter breit und neun Meter tief. Die Theaterkarten gab es an den in der Längsachse der Halle liegenden Tages- und Abendkassen. Durch die Zugänge neben den Kassen gelangte der Gast zum II. Rang oder zu den an der Längswand gegenüber den Eingangstüren liegenden Zugängen zum Parkett und I. Rang.
Nach der Vorstellung verließen die Besucher aus dem Parkett das Theater durch zwei gesonderte Türen an der Längsseite des Theaters oder durch die Eingangshalle. Für die Besucher des I. und des II. Ranges waren spezielle Ausgänge in den jeweiligen Treppenhäusern vorgesehen, die ein Verlassen des Theaters ohne ein erneutes Durchqueren der Eingangshalle ermöglichten. Diese Trennung der Besucherströme erlaubte eine schnelle Leerung des Hauses und war kommerziell von Interesse, da damit der Wechsel der Zuschauer zwischen zwei Vorstellungen schneller erfolgen konnte.
Die Besuchergarderoben befanden sich an der Außenseite der Zuschauerränge. Als Aufenthaltsräume während der Pausen dienten in erster Linie die Korridore. Für die vornehmeren Besucher des Parketts und des I. Ranges stand über der Eingangshalle ein großzügiges, 6,80 Meter hohes, 9,45 Meter breite und 15,60 Meter tiefes Foyer bereit. Für die wärmere Jahreszeit gab es zudem einen Balkon über dem Portikus sowie Balkone vor den seitlichen Korridoren des I. Ranges. Für die Besucher des II. Ranges waren über den Treppenhäusern des I. Ranges zwei Bierstuben vorgesehen, die durch Wendeltreppen mit den offenen Turmhallen in Verbindung standen und weiteren Erholungsraum in der wärmeren Jahreszeit zur Verfügung stellten.
Alle Treppen und Zu- bzw. Abgänge waren so ausgelegt, dass bei Havarien eine schnelle Evakuierung der Räume möglich war, was gerade zuvor in einer neuen Polizeiverordnung gefordert worden war.

### Zuschauerraum

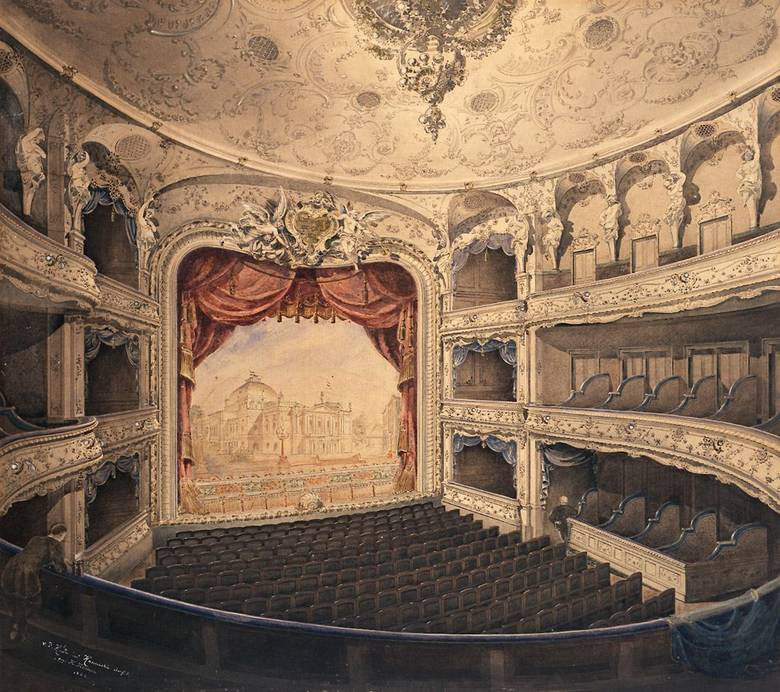
Zuschauerraum

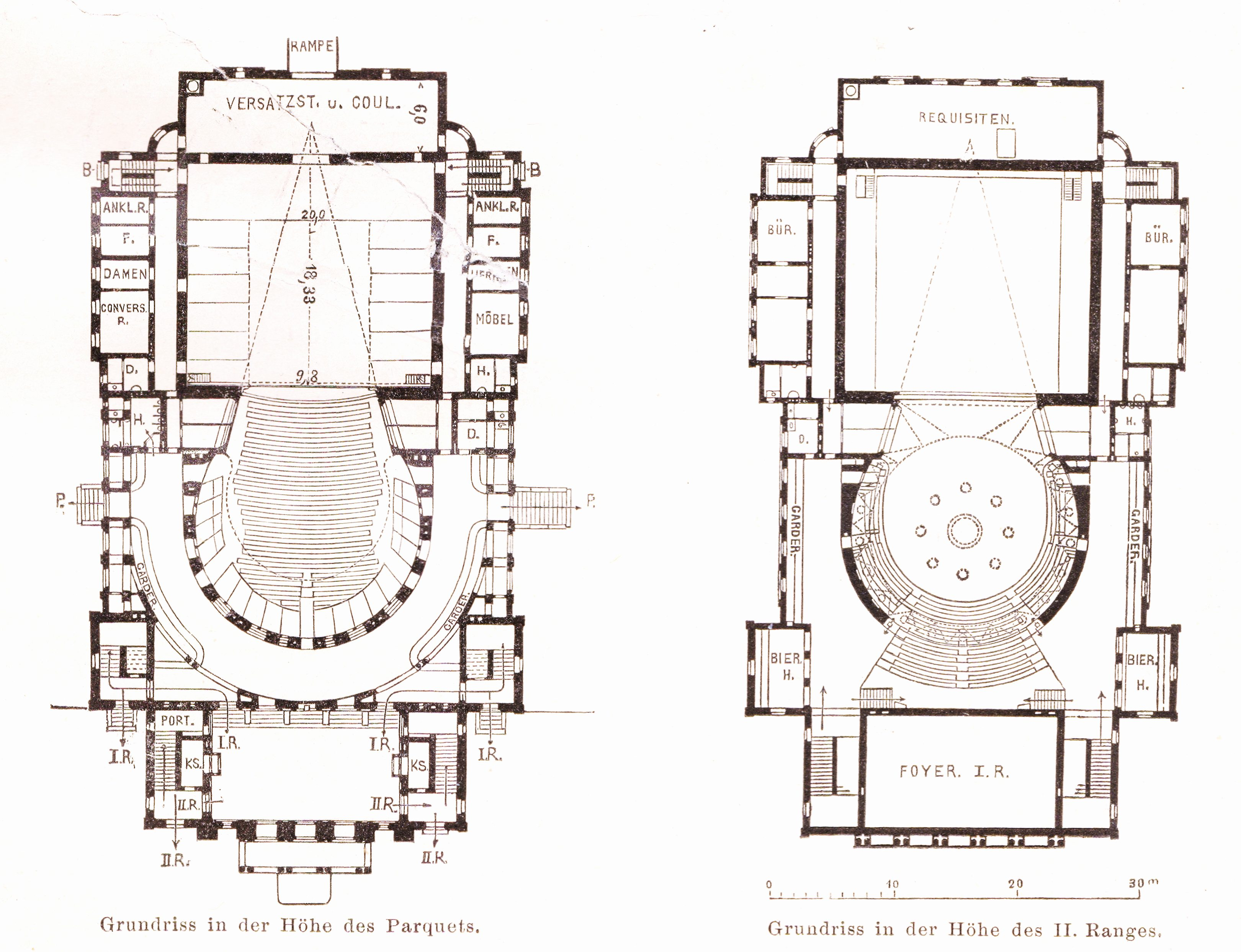
Grundrisse Parkett und II. Rang

Auf Wunsch des ersten Intendanten, Ernst von Possart, wurde die Grundform und Abmessung des Zuschauerraumes der guten Akustik wegen von Schinkels Schauspielhaus am Gendarmenmarkt übernommen. Der Saal hatte die Form eines verlängerten Halbkreises von Radius 18,46 Metern. Daran schloss sich ein 5,00 Meter tiefes Proszenium an, das sich von 13,90 auf 11,50 Meter verengte. Der Zuschauerraum hatte damit eine maximale Tiefe von 19,75 m. Die Korridore des Parketts lagen 1,00 Meter, die Korridore des I. Ranges 4,70 Meter und diejenigen des II. Rang 8,40 Meter über dem Straßenniveau. Die Saaldecke lag damit nur 12,10 Meter über dem Parkettkorridor, die Decke des Proszeniums sogar lediglich 7,50 Meter. Das Theater bot insgesamt 1170 Sitzplätze.
Mit Ausnahme der linken Seite des I. Ranges, die der Hofloge vorbehalten war, erhielt jeder Rang auf beiden Seiten des Proszeniums je zwei geschlossene Logen in Zimmerform.
Im Parkett waren längs der Außenwand 18 Logen mit 116 Sitzplätzen durch niedere Zwischenwände abgetrennt. Siebzehn von der Seite her zugängliche Sitzreihen boten 350 Sitzplätze neben vier Reihen mit 58 zweitklassigen Plätzen unter dem Balkon des I. Ranges, die von einem Mittelgang zu erreichen waren. Die Abmessung der Sitze von 0,80 Metern zu 0,54 Metern übertraf zum Zeitpunkt der Eröffnung die Sitzausstattung in der Lindenoper.
Der I. Rang bestand überwiegend aus Logen mit insgesamt 140 Plätzen. Die fünf äußersten auf jeder Seite reichten bis zur Brüstung, vor den zehn inneren Logen waren noch drei Sitzreihen, sogenannte Balkonsitze eingeschoben, die weiteren 72 Zuschauern Platz boten. Im II. Rang bestand das Platzangebot, abgesehen von den 28 Plätzen in den Proszeniumslogen, nur aus Sitzreihen mit 316 Plätzen, die hinten steil zum Olymp aufstiegen. Auch die 70 Stehplätze des Theaters befanden sich im II. Rang.
Der in den Formen des Neorokoko gehaltene Saal war durch die Hauptfarben Weiß und Gold geprägt. Die hinteren Wandflächen waren in Bronzetönen gehalten und die Vorhänge und Polsterungen bestanden aus blauem Samt.

### Bühnenhaus und Nebenbauten
Die Bühne und ihre Nebenräume wurden durch die Rampe an der Rückfront des Gebäudes und die beiden Treppenhäuser am hinteren Ende der Seitenbauten erschlossen. Die Seitenbauten enthielten in den beiden unteren Geschossen die Ankleideräume der Schauspieler. Die Ankleideräume für den Chor und die Statisten befanden sich im Keller. Im dritten Geschoss befand sich die Verwaltung und im vierten waren die Aufbewahrungsräume für Kostüme und Requisiten untergebracht. Der Raum hinter der Bühne diente in den beiden zusammengezogenen Untergeschossen als Lager für Kulissen, im 3. Geschoss als Lager für Möbel und im vierten Stock als Malersaal.
Die Bühne war mit 20,00 Meter Breite und 18,33 m Tiefe ausreichend für sechs Kulissen. Der Schnürboden lag 18,00 Meter über der Bühne, der Bühnenkeller 5,00 Meter unter der Bühne. Die 9,80 Meter breite Bühnenöffnung schloss eine zweiteilige eiserne Wand, die von der Mitte zu den Seiten auseinandergeschoben und nicht wie der eiserne Vorhang hochgezogen wurde.

### Konstruktion und Fassade
Die Konstruktion bestand weitgehend aus Ziegelmauerwerk und Eisen, da durch den Ausschluss von brennbareren Stoffen, insbesondere von Holz, eine maximale Feuersicherheit erreicht werden sollte – nur der Bühnenboden bestand aus Holz. Die Ausführung sämtlicher Treppen in Stein und die Eindeckung der Dächer und der 29,00 Meter hohe Kuppelhaube des Bühnenhauses mit Eisenblech ergänzten die umfangreichen Brandschutzmaßnahmen. Das flache Dach über den Nebenräumen des Zuschauersaales wurde in Holzzement ausgeführt. Die Beleuchtung erfolgte durch elektrisches Licht.
Das Lessingtheater war ein Putzbau, nur der plastische Schmuck der Außenfassade wurde in Sandstein erstellt. Für die Gestaltung der Fassade verwendeten die Architekten von der Hude und Hennicke Formen der Neorenaissance. Zur Gestaltung des Innern wählten sie die bewegteren Formen der Spätrenaissance und für den Zuschauerraum das erwähnte Neorokoko – der Bau weist sich mit seiner Stilvielfalt als typischer Vertreter des Historismus aus.

## Theaterleiter
- Oscar Blumenthal (1888–1897)
- Otto Neumann-Hofer (1897–1904)
- Otto Brahm (1904–1912)
- Victor Barnowsky (1913–1924)
- Alfred Rotter, Fritz Rotter (1924–1925)
- Arthur Hellmer (1925–1926)
- Heinz Saltenburg (1926–1929)
- Kollektive Führung der Gruppe junger Schauspieler (1929–1930)
- Heinz Saltenburg (1930–1931)
- Robert Klein (1931–1932)
- Alfred Rotter, Fritz Rotter (1932–1933)
- Richard Handwerk (1934–1939)
- Hansheinrich Dransmann (1939–1943)
- Paul Rose (ab 1943 Vereinigung mit dem Rose-Theater)

## Uraufführungen (Auswahl)
Unter anderem erlebten folgende Stücke ihre Uraufführungen im Lessingtheater:
- Gerhart Hauptmann: Vor Sonnenaufgang (20. Oktober 1889)
- Hermann Sudermann: Die Ehre (27. November 1889)
- Hermann Sudermann: Sodoms Ende (5. November 1890)
- Hermann Sudermann: Heimat (7. Januar 1893)
- Henrik Ibsen: Baumeister Solneß (19. Januar 1893)
- August Strindberg: Spiele mit dem Feuer (Dezember 1893)
- Hermann Sudermann: Die Schmetterlingsschlacht (6. Oktober 1894)
- Hermann Sudermann: Johannisfeuer (5. Oktober 1900)
- Hermann Sudermann: Der Sturmgeselle Sokrates (3. Oktober 1903)
- Arno Holz und Oskar Jerschke: Traumulus (24. September 1904)
- Hermann Sudermann: Stein unter Steinen (7. Oktober 1905)
- Gerhart Hauptmann: Und Pippa tanzt! (19. Januar 1906)
- Hermann Sudermann: Das Blumenboot (6. Oktober 1906)
- Arthur Schnitzler: Anatol (3. Dezember 1910 – zur selben Zeit im Wiener Volkstheater)
- Gerhart Hauptmann: Die Ratten (13. Januar 1911)
- Leo Birinski: Narrentanz (28. September 1912)
- Franz Werfel: Die Troerinnen des Euripides (22. April 1916)
- Carl Zuckmayer: Schinderhannes (13. Oktober 1927)
- Carl Zuckmayer: Katharina Knie (21. Dezember 1928)
- Friedrich Wolf: Cyankali (6. September 1929)